# ニコラ・コバチェビッチ
ニコラ・コヴァチェヴィッチ（セルビア語: Никола Ковачевић、1983年2月14日 - ）は、セルビアの男子バレーボール選手。クラリェヴォ出身。元セルビア代表。弟はウロシュ・コヴァチェヴィッチ。

## 来歴
1998年、ユーゴスラビアリーグのリブニツァ・クラリェヴォに入団。ジュニア代表に選出され、ジュニア欧州選手権、2003年ジュニア世界選手権に出場。同年レッドスター・ベオグラードへ移籍し2006年まで在籍した。
2005年にセルビア・モンテネグロ代表に選出されるが、セルビア代表とモンテネグロ代表に分離した2006年世界選手権後の新体制の下、セルビア代表のレフトのウイングスパイカーとして起用される。インターコンチネンタル・ラウンド敗退の2007年ワールドリーグは9位と成績は振るわなかったものの、チームでトップのスコアを挙げ、2007年欧州選手権に出場し3位。同年ギリシャリーグのラミアからイタリア・セリエAのペルージャへ移籍した。
翌2008年ワールドリーグでは準優勝を経験し、北京オリンピックに出場。2009-2010シーズンをアリス・テッサロニキで過ごした後、2010年6月にセリエAへ復帰。既に移籍が決定したセルビア代表・サーシャ・スタロビッチ、元セルビア・モンテネグロ代表・ゴラン・ブエビッチとラティーナでプレーを共にした。

## 球歴
- オリンピック - 2008年（5位）、2012年 (9位)
- 世界選手権 - 2010年（銅メダル）
- ワールドリーグ - 2008年、2009年（準優勝）、2010年（3位）
- 欧州選手権 - 2007年（3位）、2009年（5位）、2011年 (優勝)

## 所属クラブ
- OKリブニツァ・クラリェヴォ （1998-2003年）[2]
- OKレッドスター・ベオグラード （2003-2006年）[2]
- ラミアVC （2006-2007年）
- ペルージャ・バレー （2007-2009年）
- アリス・テッサロニキ （2009-2010年）
- トップ・ラティーナ （2010-2011年）
- グベールニヤ・ニジニ・ノヴゴロド （2011-2012年）
- アッセコ・レソヴィア・ジェシュフ （2012-2013年）
- ウラル・ウファ（2013-2014年）
- ブル・バレー・ヴェローナ（2014年）
- 上海男排（2014-2015年）
- パリ・バレー（2015年）
- ロコモティフ・ノヴォシビルスク（2015-2016年）
- ベルリン・リサイクリング・バレーズ（2016年）
- ペイカン・テヘランVC（2017年）
- Rennes Volley 35（2017年）
- Arcada Galați（2017-2018年）
- Chemik Bydgoszcz（2018-2019年）
- Al-Hilal VC（2019-2020年）
- Saint-Nazaire Volley-Ball Atlantique（2020年）
- パリ・バレー（2021-2024年）